# Rascló de Tahití
El rascló de Tahití (Hypotaenidia pacifica) és un ocell extint de la família dels ràl·lids (Rallidae) que habitava l'illa de Tahití.